# بيتر درير (كاتب)
بيتر درير (بالإنجليزية: Peter Dreyer)‏ هو كاتب جنوب أفريقي، ولد في 15 نوفمبر 1939.